# 谷公一
谷 公一（たに こういち、1952年〈昭和27年〉1月28日 - ）は、日本の政治家。自由民主党所属の衆議院議員（8期）、衆議院地域活性化・こども政策・デジタル社会形成に関する特別委員長。
国家公安委員会委員長（第100代）、内閣府特命担当大臣（防災、海洋政策）・国土強靭化担当大臣・領土問題担当大臣（第2次岸田第1次改造内閣）、復興大臣補佐官、復興副大臣（第2次安倍内閣）、国土交通大臣政務官（第1次安倍改造内閣・福田康夫内閣）、衆議院国土交通委員長、衆議院東日本大震災復興特別委員長（第10代）、自由民主党政務調査会会長代理、自由民主党組織運動本部団体総局長、自由民主党総務会副会長、自由民主党政務調査会副会長、自由民主党国会対策委員会副委員長、自由民主党副幹事長、自民党たばこ議員連盟幹事を歴任した。

## 来歴

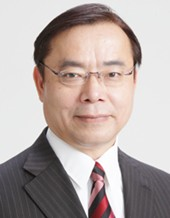
2012年

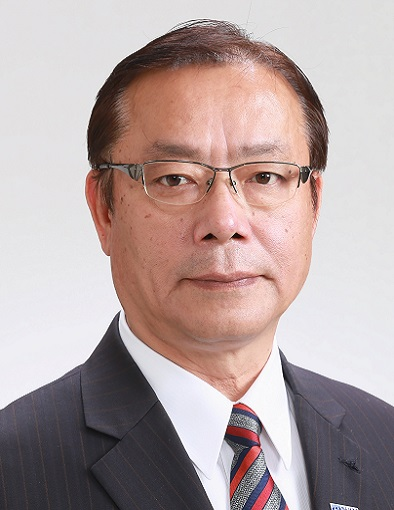
復興副大臣時の肖像画

兵庫県立八鹿高等学校、明治大学政治経済学部政治学科卒業。国家公務員上級甲種と故郷兵庫県の両方に合格した。1975年、兵庫県庁に入庁し、防災局長、政策室長を歴任。
父の政界引退を受け、兵庫県庁を退職して出馬を表明するが、兵庫県議会議員の日村豊彦も名乗りを上げたため、自民党兵庫県連の兵庫県第5選挙区支部と谷洋一後援会の合同役員会において、異例の「予備選挙」が実施された。公一が過半数を獲得し、兵庫5区の候補者に内定。2003年の第43回衆議院議員総選挙で兵庫5区から立候補し、初当選。2008年には衆議院議事進行係に就任した。
2009年8月の第45回衆議院議員総選挙では小選挙区で敗北し、重複立候補した比例近畿ブロックでも当選圏に届いていなかった。しかし、当選圏内にいたみんなの党の候補者が重複立候補した小選挙区で法定得票数に達しなかったため比例での当選資格を喪失、その議席が自民党に回り、本来次点であった谷が繰り上がりで当選した。
2012年12月の第46回衆議院議員総選挙では小選挙区で4選。第2次安倍内閣で復興副大臣に就任。
2014年10月より復興大臣補佐官に就任。
同年12月の第47回衆議院議員総選挙では小選挙区で5選。
2017年10月の第48回衆議院議員総選挙では小選挙区で6選。
2018年10月、衆議院国土交通委員長に就任。
2021年10月31日、第49回衆議院議員総選挙で7選。
2022年8月10日に発足した第2次岸田改造内閣において、国家公安委員会委員長に就任。
2023年10月20日、衆議院地域活性化・こども政策・デジタル社会形成に関する特別委員長に就任。
2024年10月27日、第50回衆議院議員総選挙で8選。同年11月13日、衆議院地域活性化・こども政策・デジタル社会形成に関する特別委員長に再任。

## 騒動
2020年4月19日、地元選挙区内の商工会を回り豊岡市から養父市内の事務所に戻る途中、事務所スタッフの運転する乗用車が丁字路の交差点でガードレールに正面から衝突して突き破り、約2メートル下の田んぼに落下する事故を起こした。助手席に乗っていた谷も左大腿骨骨折の重傷を負った。自民党からは新型コロナウイルスの感染拡大を防ぐため、地元選挙区を含む地方への移動を控えるように要請されていた。
大臣就任後の2022年12月8日、昼間に体調を崩し、病院へ緊急搬送され検査を受けた結果、異常は認められなかった。翌日に公務に復帰した。谷は会見で当時の状況を「息苦しく、ぼーっとするなと。貧血の症状か、血圧が一時的に下がったのかもしれない」と語っている。
2023年4月25日、永田町の都道交差点で、会議に向かうため移動中に谷が乗車していた自動車にバイクが衝突する事故が起きた。けが人はなく、自動車が交差点で右折しようとしたところ、右側から直進してきたバイクが衝突したという。バイクの男性運転手が赤信号を見落としたとみられる。

### 失言
国家公安委員長として在任中の2023年4月25日、東京都内で行われた自民党所属議員のパーティーでの挨拶で、同月15日に選挙遊説先の和歌山県で岸田首相に対し爆発物が投げ込まれる事件が発生した際、当時高知県に視察に訪れていた谷は、事件発生の一報を受けた時の自身の対応に触れ「四万十でおいしい鰻丼を食べられるということで楽しみにしていたが、これから食べようというときに警察庁から電話があった。和歌山で岸田総理にものが投げられたと。そういうことがあったけれども、鰻丼は、しっかり食べさせていただいた」と語った。
この発言に対し、SNSを中心に治安対策担当の閣僚としての資質を問う投稿が相次ぐなど批判が一部で噴出した。日本共産党の小池晃書記局長はメディアの取材に対し「由々しき言動だ。職責に対する緊張感のかけらもなく、岸田政権の緩みが表れている」と批判した。また、立憲民主党の大串博志選挙対策委員長も「発言は極めて無責任だ。閣僚として資質があるのか疑問だ」と批判した。さらに立憲民主党の安住淳国会対策委員長も「会合でウケを狙った冗談かもしれないが、センスはない」「首相の身辺や聴衆などに危険が及ぶ事態で、国家公安委員長に何よりも先にと伝えているのに、当の本人は何の反応もせず食べてたというんだから、こういう人の下で警察全体が緊張感を持って（5月のG7広島）サミットなどをやれますか」「こういう人が警備の最高責任者なのかという話になるのは首相にとってマイナスではないか。『うなぎ大臣』って言われちゃうよね、これから」などとこき下ろした。
一夜明けて26日、参議院本会議で立憲民主党の宮口治子の質疑で谷の更迭を要求した事に対し、岸田首相は答弁で「谷氏は出張先で事件発生の報告を受け、必要な指示、情報収集を行いながら用務を継続したと聞いている」と擁護し「引き続き職務に当たってもらいたい」として更迭要求に応じなかった。また、谷もメディア取材に対し前日の発言について「食事はいずれにしても、しなきゃいけないと思いますよ。限られた時間で、舌足らずな面があったということ、そしてそのことで誤解を招くような発言と受け取られ、いろいろご意見をいただいているということは、しっかり受け止めなければならないと思っています」と釈明した。野党側からも日本維新の会の音喜多駿政調会長は自身のTwitter投稿で「ウケ狙いで発した内容として軽率だと思いますが、食事は誰でもする。苦言を呈すくらいなら理解できても、本会議上で辞任まで求めるほどのことではまったくない」「こんなナンセンスな追及をやっていては、野党に対する期待はしぼむばかり」と、立憲を中心とした追及に対しても苦言を呈している。

## 人物
- 大学の頃は授業に出つつアルバイトにも精を出した[5]。アルバイトは食事付きの食べ物屋が長かったが、家庭教師、キャバレー、日雇いの工事現場などでも稼いだ[5]。その一方、西洋史研究会というクラブにも属していて、当時盛んであったベ平連などのデモにも顔を出した[5]。大学2年の冬、住んでいた木造アパートが全焼という災難に遭った[5]。
- 妻へのプロポーズから結婚にまで熱いエネルギーを費やしたため、その後の谷は「女性に対して淡白になっている」という[5]。
- 国家公安委員長に就任後初めての会見で旧統一教会との関係を問われると谷は「献金や選挙応援などでこれまでに関係を持ったことはない」と述べている[25]。

### 家族
谷家
- 父・洋一[26]（1926年 - 2011年） - 農林業、雑貨小売業、縫製工場を経営しながら町会議員となり38歳で村岡町長に当選、44歳で兵庫県議会議員に当選[26]。衆議院議員に9回当選し、農林水産大臣（第30代）、北海道開発庁長官（第56代）、沖縄開発庁長官（第25代）などを歴任した。
- 妻 - 妻とは兵庫県庁の最初の配属課で知り合った[5]。
- 子供、孫

## 政策・主張

### 憲法
- 憲法改正に賛成[27][28]。

### 外交・安全保障
- 集団的自衛権の行使に賛成[27]。

### 内政
- 消費税の10%への増税に賛成[28]。
- たばこ税の増税に反対[29]。
- 軽減税率の導入に賛成[27]。
- アベノミクスを評価する[27][28]。
- 原発は日本に必要[27]。
- 選択的夫婦別姓制度導入について、「どちらとも言えない」としている[30]。

### 部落問題
- 2019年12月、「自由同和会兵庫県本部」「自由民主党兵庫県同和会支部」「兵庫経済商工連合会」令和元年度研修大会に谷は「偏見や差別のないより良い社会の実現に向けて、皆様の一層のご活躍を心よりお祈り申し上げます」と祝電を送った[31]。
- 母校である兵庫県立八鹿高校で1974年に起きた部落解放同盟による教師への集団暴力事件（八鹿高校事件）について谷は「正義を振りかざす集団ほど抑制が利かず恐ろしいものはない」と述べている[5]。

### その他
- 村山談話・河野談話を見直すべきでない[27]。
- 永住外国人への地方選挙権付与については、憲法上問題があるとして慎重な立場である。2009年の第45回衆議院議員総選挙における民主党のマニフェストには盛り込まれておらず、急いで取り組むべきではないと述べている[32]。

## 政治資金
2009年9月20日、谷が支部長を務める自民党兵庫県第5選挙区支部が第44回衆議院議員総選挙公示直前の2005年8月19日、国と請負契約を結んでいた建設会社から100万円の寄付を受けていたことが、同支部が提出した政治資金収支報告書から判明した。公職選挙法では、国と契約を結んでいる企業が国政選挙に関連した寄付を行うことを禁止している。同支部では、選挙資金としてでなく通常の政治活動への支援として受け取ったとしている。

## 所属団体・議員連盟
- 自民党たばこ議員連盟（幹事）[34][35]
- 自由民主党たばこ特別委員会（副委員長）[36]
- 神道政治連盟国会議員懇談会[37]
- 再チャレンジ支援議員連盟
- TPP交渉における国益を守り抜く会

## 選挙歴
| 当落 | 選挙                   | 執行日         | 年齢 | 選挙区      | 政党       | 得票数     | 得票率 | 定数 | 得票順位 /候補者数 | 政党内比例順位 /政党当選者数 |
| ---- | ---------------------- | -------------- | ---- | ----------- | ---------- | ---------- | ------ | ---- | ------------------ | ---------------------------- |
| 当   | 第43回衆議院議員総選挙 | 2003年11月09日 | 51   | 兵庫県第5区 | 自由民主党 | 11万2437票 | 47.56% | 1    | 1/3                | /                            |
| 当   | 第44回衆議院議員総選挙 | 2005年09月11日 | 53   | 兵庫県5区   | 自由民主党 | 11万8063票 | 45.30% | 1    | 1/4                | /                            |
| 比当 | 第45回衆議院議員総選挙 | 2009年08月30日 | 57   | 兵庫県第5区 | 自由民主党 | 10万9497票 | 42.19% | 1    | 2/3                | 8/9                          |
| 当   | 第46回衆議院議員総選挙 | 2012年12月16日 | 60   | 兵庫県第5区 | 自由民主党 | 10万4403票 | 47.03% | 1    | 1/4                | /                            |
| 当   | 第47回衆議院議員総選挙 | 2014年12月14日 | 62   | 兵庫県第5区 | 自由民主党 | 11万439票  | 56.94% | 1    | 1/3                | /                            |
| 当   | 第48回衆議院議員総選挙 | 2017年10月22日 | 65   | 兵庫県第5区 | 自由民主党 | 12万3360票 | 56.89% | 1    | 1/3                | /                            |
| 当   | 第49回衆議院議員総選挙 | 2021年10月31日 | 69   | 兵庫県第5区 | 自由民主党 | 9万4656票  | 42.49% | 1    | 1/3                | /                            |
| 当   | 第50回衆議院議員総選挙 | 2024年10月27日 | 72   | 兵庫県第5区 | 自由民主党 | 9万6659票  | 46.00% | 1    | 1/3                | /                            |